# Cycnidolon bimaculatum
Cycnidolon bimaculatum là một loài bọ cánh cứng trong họ Cerambycidae.